# Wiyogo Atmodarminto
Wiyogo Atmodarminto (22 novembre 1922 - 19 octobre 2012), connu sous le nom de Bang Wi, est un général et diplomate indonésien, gouverneur de Jakarta de 1987 à 1992.